# Dolmen des Pennes
Le dolmen des Pennes est un dolmen situé sur la commune des Vastres dans le département français de la Haute-Loire.

## Protection
L'édifice est classé monument historique par arrêté du 4 janvier 1968.

## Description
C'est un petit dolmen simple qui a été édifié en réutilisant un affleurement naturel de granite de 0,70 m de hauteur, situé au sud et au sud-est de l'édifice, sur lequel la table de couverture repose en partie. Cette table mesure 1,80 m sur 1,60 m. Le côté nord de la chambre est fermé par une dalle rectangulaire reposant sur un second bloc enterré. La chambre ainsi délimitée mesure 1,5 m de long sur 1,60 m de large. La hauteur du dolmen atteint 1,10 m.
La chambre funéraire a été vidée de son contenu à une époque indéterminée et l'édifice a été réutilisé depuis comme abri par les bergers.